# عصية متمسكة طينية بحرية
عصية متمسكة طينية بحرية (الاسم العلمي: Tenacibaculum lutimaris) هي نوع من البكتيريا، سلبية الغرام، تتبع جنس عصية متمسكة.